# Pfarrkirche Liemberg

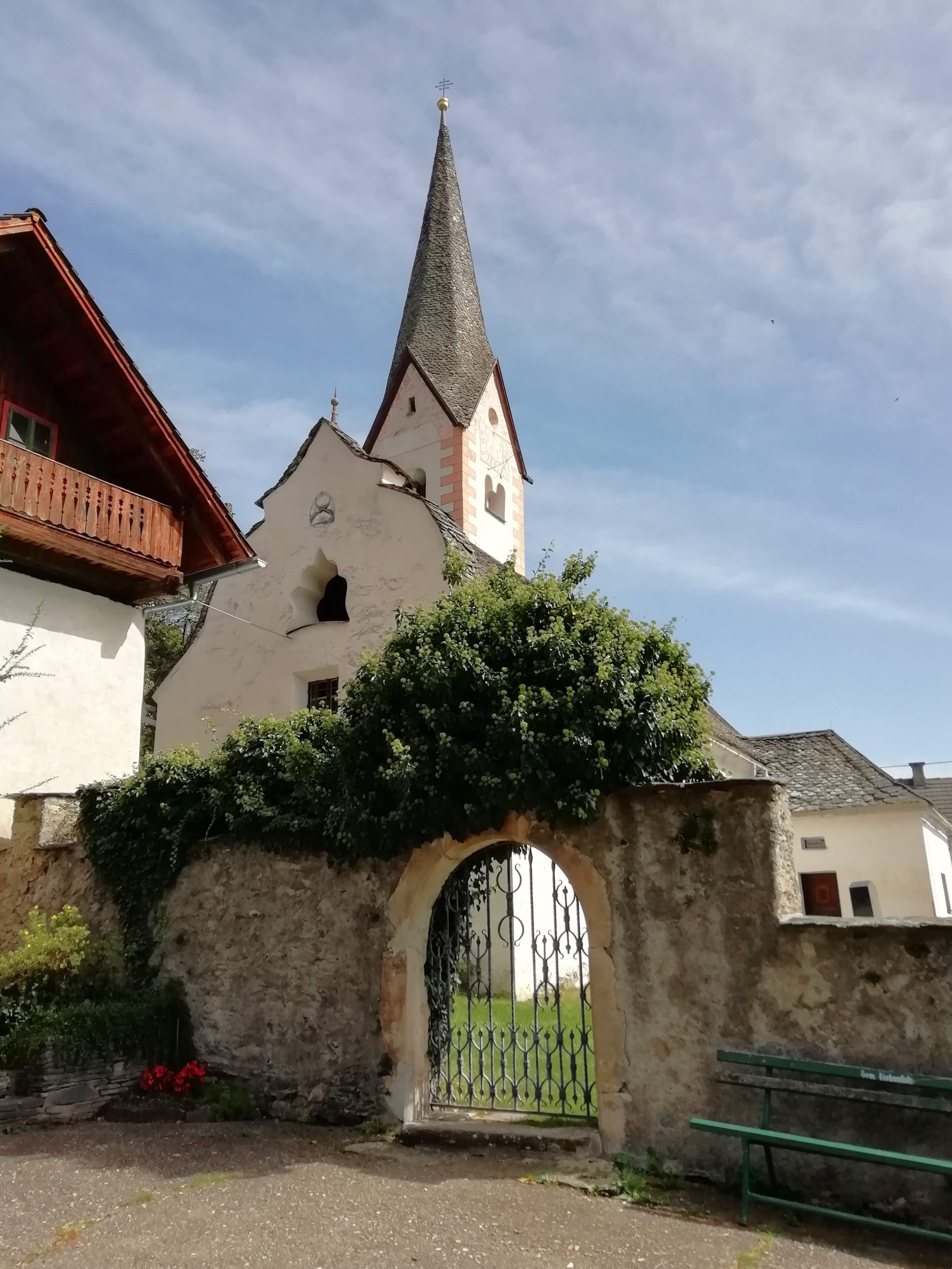
Pfarrkirche Liemberg

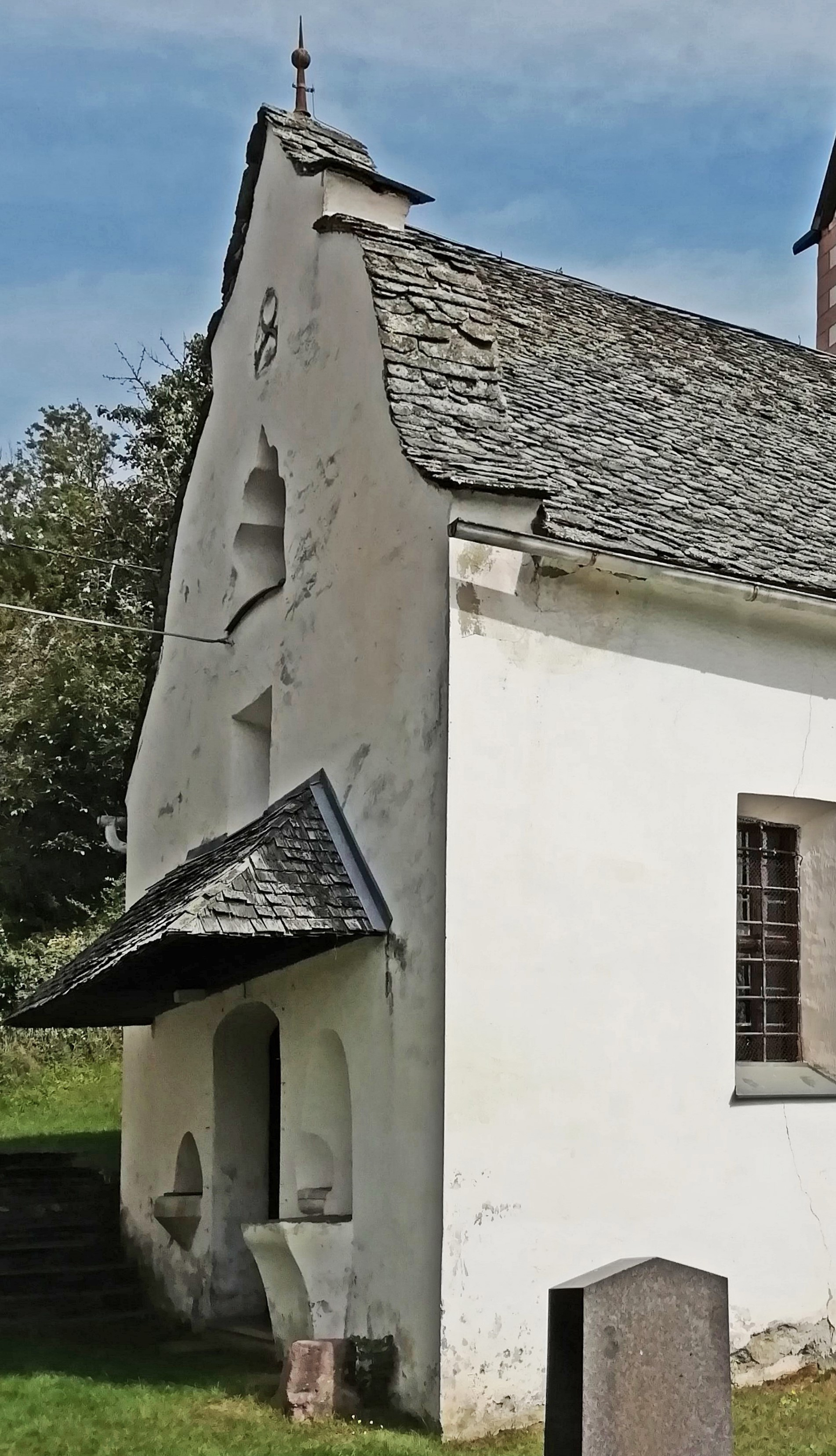
Westfassade der Kirche

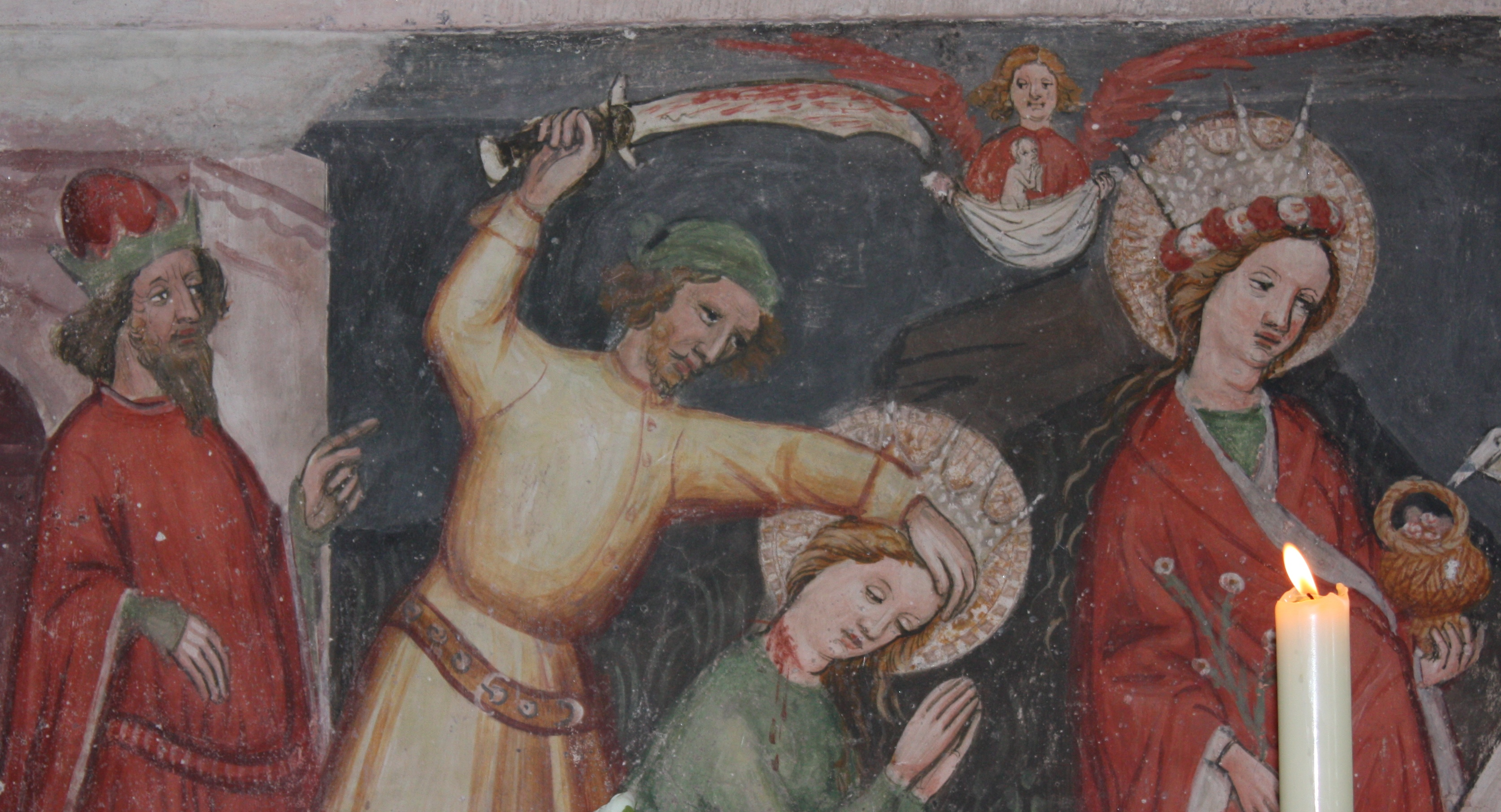
Enthauptung der hl. Katharina

Die Pfarrkirche Liemberg in der Gemeinde Liebenfels, einer Marktgemeinde im Bezirk Sankt Veit (Kärnten), ist Jakobus dem Älteren geweiht. In ihr wird die letzte Messe des Vierbergelaufes gelesen.

## Geschichte
Die Kirche wurde 1285 erstmals urkundlich erwähnt und 1304 zur Pfarrkirche erhoben.
In der Reformationszeit wechselte der Pfarrer Leonhard Grebitscher vom katholischen zum evangelischen Glauben. 1579 wurde der Gurker Dompropst Karl Grimming von Margarete von Feistritz, der damaligen Besitzerin von Schloss Liemberg, am Betreten der Kirche gehindert. Weshalb er auf dem Friedhof mit Hilfe eines Tragealtares die Messe lesen musste. Darüber hinaus kam es zu tätlichen Auseinandersetzungen zwischen den Anhängern des Dompropstes und der Schlossherrin. 1583 wurde für die Kirche eine Glocke mit den Porträts von Philipp Melanchthon und Martin Luther gegossen, die reiche mittelalterliche Ausstattung der Kirche wurde hingegen zerstört bzw. übermalt und erst 1966 zum Teil wieder freigelegt. 1600 wurde im Zuge der Gegenreformation der Nachfolger Leonhard Grebitschers als evangelischer Prädikant des Landes verwiesen.

## Bauwerk
Die in Hanglage gebaute Kirche ist ein im Kern romanischer Bau, der jedoch mehrfach verändert wurde. Der Turm, der nördlich des östlichen Langhausjoches anschließt, ist mit einem achtseitigen Spitzhelm bekrönt und besitzt teilweise gekuppelte Schallfester. Die Glocke wurde von Urban Fiering 1514 gegossen. Die spätmittelalterliche Architekturpolychromie des Turmes wurde bei der letzten Außenrestaurierung wiederhergestellt. Südlich des östlichen Langhausjoches ist die Sakristei angebaut. Der eingezogene gotische Chor wird durch zwei gestufte Strebepfeiler gestützt. Die 1783 entstandene Westfassade weist einen geschweiften Giebel und eine orientalisierende Fensteröffnung auf. An der östlichen Außenmauer sind römerzeitliche Grabinschriften für die Einheimischen Sammus und Coetia eingemauert. Das Bauwerk ist mit Steinplatteln gedeckt.
Im Inneren teilt sich das Langhaus in ein westliches tonnengewölbtes Joch mit Stichkappen aus der Mitte des 19. Jahrhunderts und zwei weitere Joche mit Stuckgraten aus der ersten Hälfte des 16. Jahrhunderts, die auf vorgelegten Wandpfeilern ruhen. Ein spitzbogig abgefasstes Portal mit spätgotischen Türbeschlägen und Maskenring führt in die kreuzgratgewölbte Sakristei. Der rundbogige Triumphbogen über Kämpfergesims verbindet das Langhaus mit dem Chor mit gotischen Kreuzgratgewölbe. An den Chor mit 5/8-Schluss schließt nördlich eine kreuzgratgewölbte Nebenkapelle an.
Im östlichen Chorfenster mit Maßwerksnasen sind spätgotische Glasfenster aus dem zweiten Viertel des 15. Jahrhunderts eingelassen, die den Schmerzensmann und den heiligen Jakobus zeigen.

## Fresken
Die im Chorgewölbe dargestellten Evangelistensymbole stammen aus der zweiten Hälfte des 15. Jahrhunderts, das aus dem zweiten Viertel des 15. Jahrhunderts stammende gemalte Sakramentshäuschen mit Verkündigungsmaria an der nördlichen Chorschräge ist an der Oberfläche stark beschädigt. Ebenfalls schlecht erhalten sind die Fresken an der Triumphbogenlaibung und der Triumphbogenwand; sie zeigen das Opfer Kains und Abels und das Jüngste Gericht und sind wahrscheinlich im 14. Jahrhundert entstanden. Gut erhalten sind dagegen die Fresken der nördlich an der Triumphbogenwand, die in der zweiten Viertel des 15. Jahrhunderts gemalt wurden; sie stellen die Enthauptung der heiligen Katharina von Alexandrien und die heilige Dorothea sowie darüber eine Stiftergruppe dar. Diese Stiftergruppe wurde um 1440 von Johannes von Laibach geschaffen, der unter anderem die Stifterfamilie, die Gragenegger mit ihren Kindern und dem als Prior im Zisterzienserkloster Viktring tätigen Onkel bildlich festhielt. Die heiligen Katharina und Dorothea dürften Namenspatroninnen von Familienangehörigen sein. Die Sense im Wappen weist angeblich darauf hin, dass ihnen bei der Einsetzung des Kärntner Herzogs das Recht zustand, überall auf fremden Grund mähen zu dürfen und damit zu dokumentieren, dass das Land ohne rechtmäßigen Herrscher friedlos sei.

## Einrichtung
Das Mittelbild des barocken Hochaltars zeigt oben die Pestheiligen Sebastian und Rochus, darunter die heiligen Karl Borromäus und Aloysius und ganz unten, in einer Grotte liegend, die heilige Rosalia. Flankiert wird das Mittelbild von den um 1520 datierten Skulpturen des heiligen Rochus und eines unbekannten Bischofs.
In der Aufsatznische steht eine barocke Maria Immaculata aus der ersten Hälfte des 18. Jahrhunderts.
Über dem Seitenaltar südlich des Triumphbogens hängt ein Kruzifix aus der zweiten Hälfte des 18. Jahrhunderts, daneben stehen die barocken Figuren des heiligen Jakobus minor und eines anderen Apostel.
Die Taufgruppe aus der Mitte des 18. Jahrhunderts steht auf einem hölzernen Aufsatz über dem achteckigen Taufbecken aus dem 17. Jahrhundert.
In der Kirchenmauer ist die mit 1670 bezeichnete Wappengrabplatte von Carl Friedrich Grimming eingelassen.